# El Viso del Alcor
El Viso del Alcor – gmina w Hiszpanii, w prowincji Sewilla, w Andaluzji, o powierzchni 19,93 km². W 2011 roku gmina liczyła 18 990 mieszkańców.
Miasto nosi nazwę El Viso del Alcor od połowy XVII wieku.